# 맨체스터 왕립 거래소
왕립 거래소(영어: Royal Exchange)는 잉글랜드 맨체스터에 있는 2등급 등록문화재 건물이다. 세인트 앤 스퀘어, 익스체인지 스트리트, 마켓 스트리트, 크로스 스트리트, 올드 뱅크 스트리트에 둘러싸인 도심에 위치해 있다. 이 복합단지에는 왕립 거래소 극장(Royal Exchange Theatre)과 왕립 거래소 쇼핑센터가 포함되어 있다.
왕립 거래소는 맨체스터 공습과 1996년 맨체스터 폭탄 테러로 인해 심각한 피해를 입었다. 현재 건물은 주로 면화와 섬유를 거래하는 상품 거래에 사용된 부지에 있던 여러 건물 중 마지막 건물이다.

## 역사 (1729년~1973년)
랭커셔주의 면화 산업은 맨체스터와 주변 도시들에 실을 뽑고 완제품 섬유를 생산하는 데 필요한 원료를 공급했던 리버풀에 기반을 둔 면화 수입상들과 중개인들의 도움을 받았다. 리버풀 면화 거래소는 수입 원면을 거래했다. 18세기에는 아프리카 노예들이 면화를 재배하는 아메리카로 이송된 후 리버풀로 수출되어 원면이 판매되는 노예 무역의 일부였다. 원면은 맨체스터와 주변 면화 도시에서 가공되었고, 맨체스터 왕립 거래소는 아프리카를 포함한 전 세계에 방적사 및 완제품을 거래했다. 맨체스터 최초의 거래소는 1729년에 문을 열었지만 세기 말에 폐쇄되었다. 면화 산업이 번창하면서 새로운 거래소의 필요성이 인식되었다.

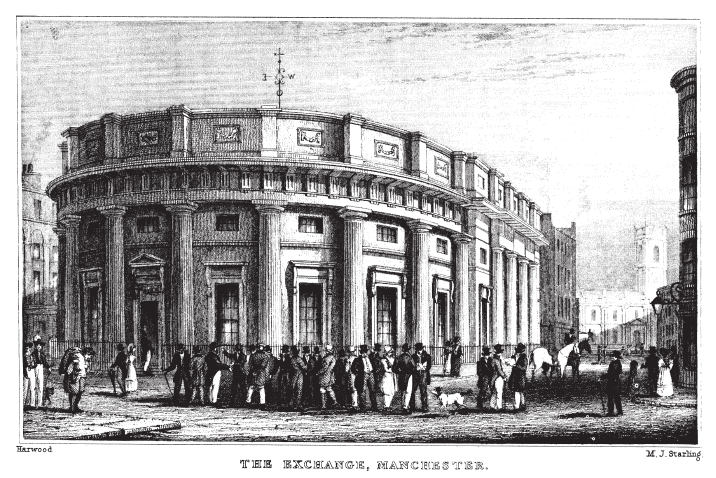
1835년 맨체스터 거래소

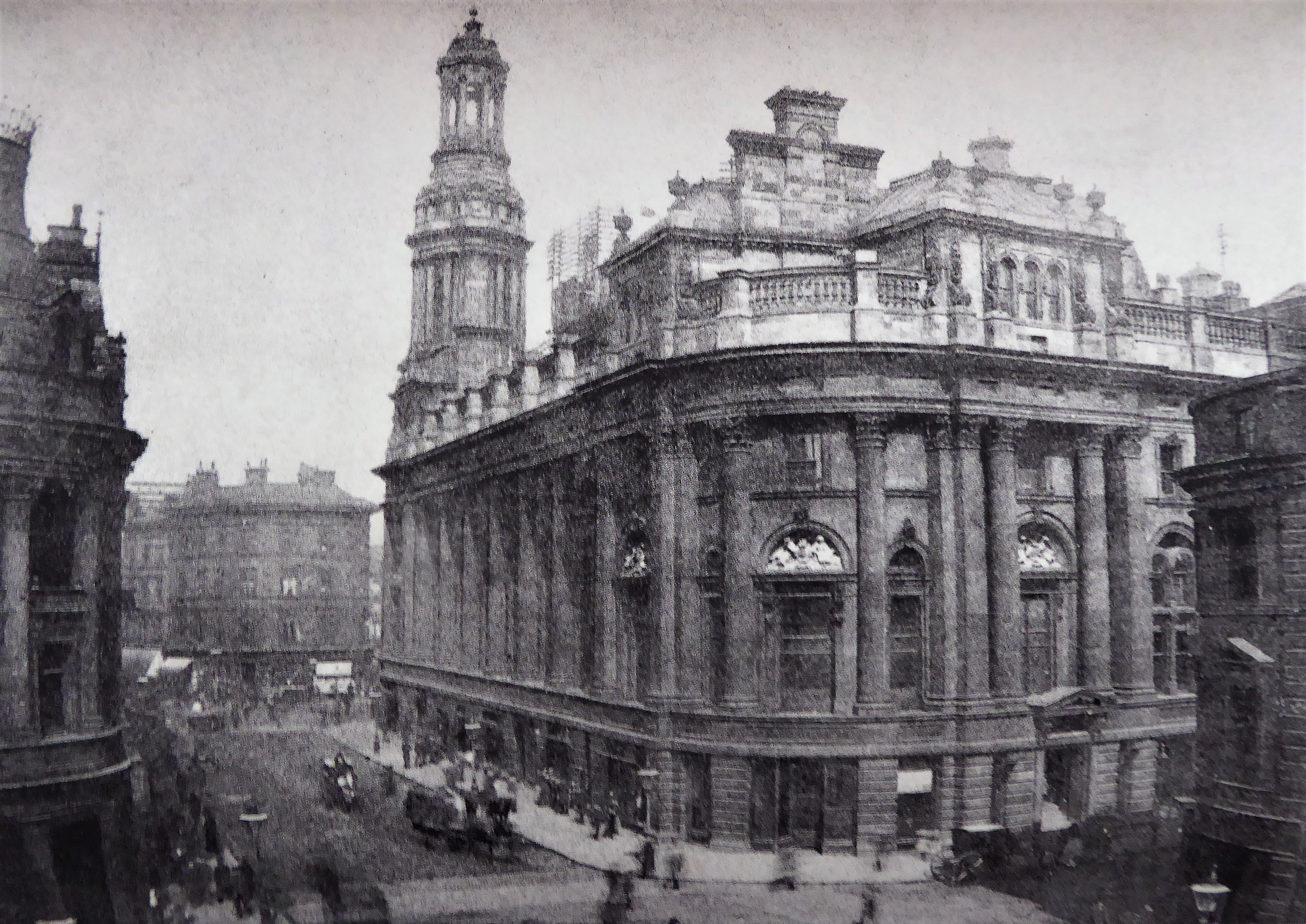
1891년 왕립 거래소

토머스 해리슨은 1809년 마켓 스트리트와 익스체인지 스트리트 교차점에 새 거래소를 설계했다. 해리슨은 고전주의 양식으로 거래소를 설계했다. 지하실 위에 2층으로 지어졌으며 런콘 석재로 건설되었다. £20,000의 비용은 £50 주식을 구매하고 부지를 구매하기 위해 각각 £30를 지불한 400명의 회원들이 선불로 지불했다. 반원형 북쪽 파사드에는 홈이 파인 도리스 기둥이 있었다. 사업이 이루어지는 거래실은 812제곱야드에 달했다. 1층에는 15,000권 이상의 책이 있는 회원 도서관도 있었다. 지하실에는 돔과 판유리 창문으로 밝혀진 뉴스룸이 있었고, 천장은 벽에서 15 피트 (4.6 m) 간격으로 배치된 이오니아 기둥의 원으로 지지되었다. 2층 식당은 기하학적인 계단으로 접근할 수 있었다. 거래소는 1809년 조지 3세의 생일을 축하하기 위해 문을 열었다. 다른 대기실과 사무실도 포함되어 있었다.
면화 무역이 계속 확장됨에 따라 더 큰 건물이 필요하게 되었고, 1849년에 확장 공사가 완료되었다. 거래소는 맨체스터의 저명한 산업가들로 구성된 위원회가 운영했다. 1855년부터 1860년까지 위원회는 에드먼드 버클리가 의장을 맡았다.
두 번째 거래소는 1867년부터 1874년 사이에 건설된 Mills & Murgatroyd가 설계한 세 번째 거래소로 대체되었다. 1914년부터 1931년 사이에 Bradshaw Gass & Hope에 의해 확장 및 수정되어 잉글랜드에서 가장 큰 거래장을 형성했다. 거래장은 3개의 돔을 가지고 있었고 현재 홀의 두 배 크기였다. 크로스 스트리트와 평행한 회랑이 그 중심을 이루었다. 거래일에는 상인들과 중개인들이 맨체스터와 주변 도시의 수만 명의 직물 노동자들의 일자리를 지탱하는 거래를 성사시켰다. 왕립 거래소에서 거래하는 맨체스터 면화 딜러와 제조업자들은 이 도시에게 코튼폴리스라는 이름을 얻게 했다.
거래소는 제2차 세계 대전 중 1940년 크리스마스 맨체스터 공습에서 독일 공습 중 폭탄 직격탄을 맞아 심하게 손상되었다. 내부는 더 작은 거래 공간으로 재건되었다. 파괴되었던 시계탑의 상부 단계는 더 단순한 형태로 교체되었다. 거래는 1968년에 중단되었고, 건물은 철거 위협에 처해 있었다.

## 건축

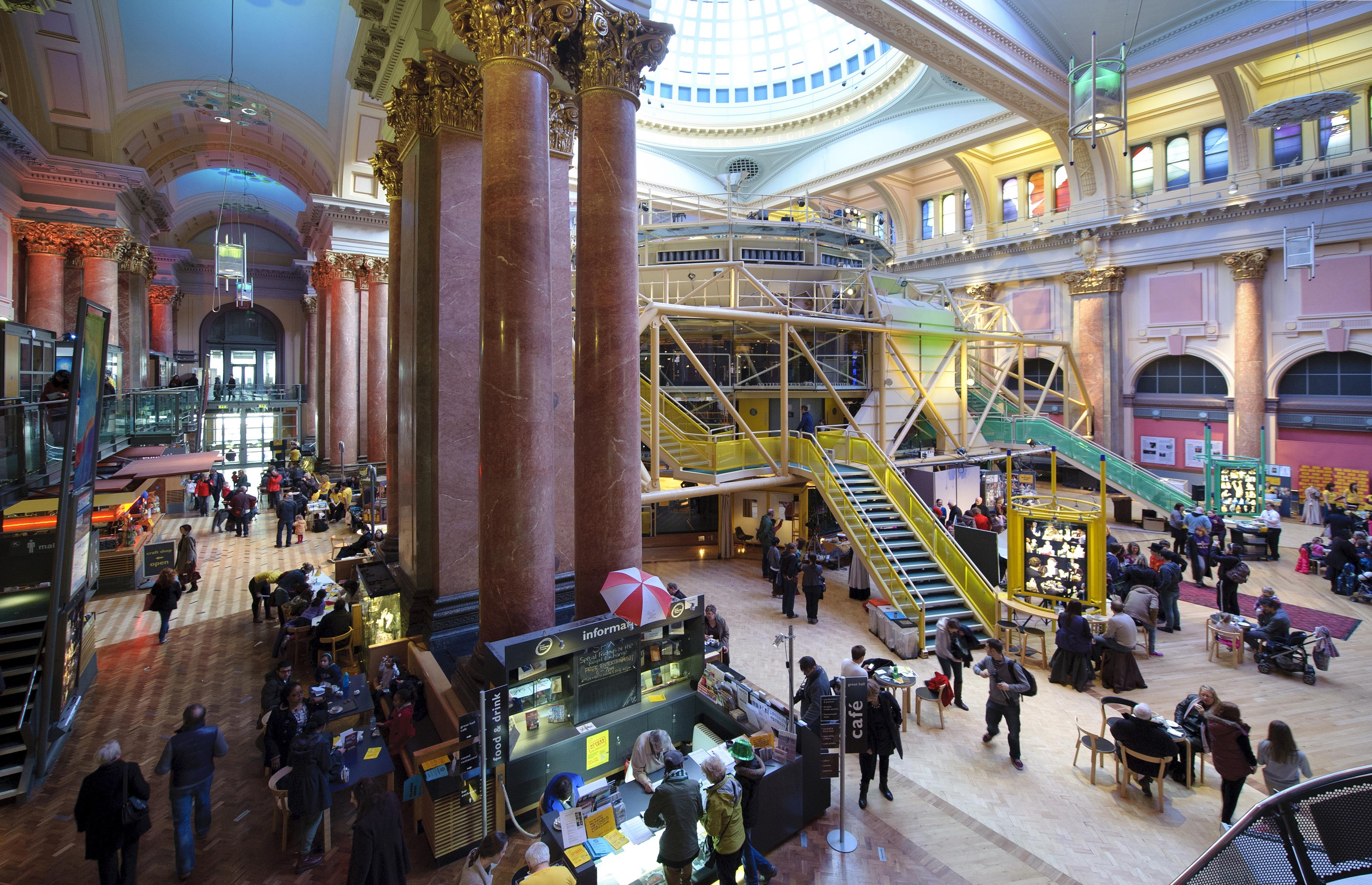
대 중앙 홀의 아치와 극장 방향

거래소는 4층과 2층의 다락방으로 구성되어 있으며 포틀랜드 석재로 직사각형 평면으로 지어졌다. 고전주의 양식으로 설계되었다. 슬레이트 지붕에는 3개의 유리 돔이 있으며 1층에는 동서 방향으로 아케이드가 있다. 2층에는 중앙 아트리움이 있다. 1층 파사드에는 홈이 파인 러스티케이션 교각이 있으며, 2층, 3층, 4층에는 코린토스식 기둥과 엔타블러처, 모딜리온이 있는 코니스가 있다. 첫 번째 다락방은 난간이 있는 여장을 가지고 있으며, 두 번째 다락방은 맨사드 지붕을 가지고 있다. 북서쪽 모퉁이에는 바로크 터릿이 있으며 다른 모퉁이 위에는 돔이 있다. 서쪽에는 넓은 계단이 있는 거대한 둥근 아치형 입구가 있으며, 2층과 3층 창문은 둥근 아치형이다. 4층과 첫 번째 다락방은 멀리언 창문이다.

## 극장
건물은 1973년까지 비어 있다가 극단(69 Theatre Company)이 사용하게 되었다. 이 극단은 임시 극장에서 공연했지만, 당시 비용이 40만 파운드로 추정되는 영구 극장 계획이 있었다. 왕립 거래소 극장은 1976년에 마이클 엘리엇, 캐스파 레더, 리처드 네그리, 제임스 맥스웰, 브래함 머리 등 다섯 명의 예술 감독에 의해 설립되었다. 극장은 1976년 9월 15일 로런스 올리비에에 의해 개관되었다. 1979년에는 그레고리 허소브의 임명으로 예술 감독진이 강화되었다.

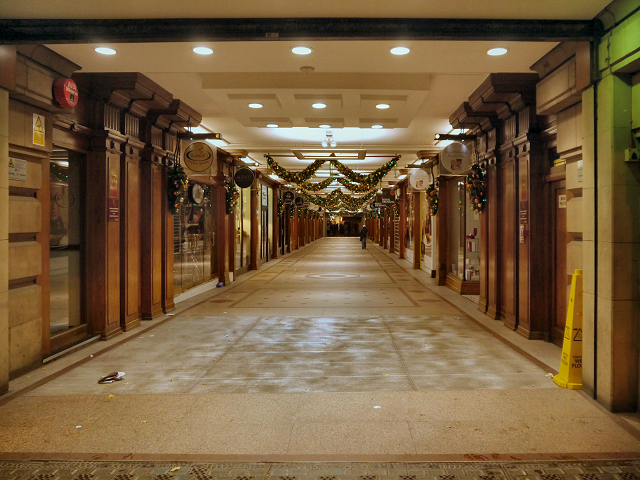
왕립 거래소 아케이드(Royal Exchange Arcade)는 건물 아래를 통과하는 공공 통로이며 소매점이 입점해 있다.

이 건물은 1996년 6월 15일 아일랜드 공화국군 폭탄이 코퍼레이션 스트리트에서 50야드도 채 안 되는 거리에 폭발하면서 손상되었다. 폭발로 인해 돔이 움직였지만, 주요 구조는 손상되지 않았다. 인접한 세인트 앤 교회가 거의 피해 없이 살아남은 것은 석조 건물인 거래소의 보호 효과 때문일 것이다. 버스 그룹이 수행한 수리 작업은 2년 이상 걸렸고, 내셔널 로터리에서 제공한 3,200만 파운드의 비용이 들었다. 거래소 재건 중 극단은 캐슬필드에서 공연했다. 극장은 수리되어 두 번째 공연 공간인 스튜디오, 서점, 공예품점, 레스토랑, 바, 기업 접대실을 갖추게 되었다. 극장의 작업실, 의상 부서, 리허설실은 스완 스트리트로 이전되었다. 개조된 극장은 1998년 11월 30일 에드워드 왕자에 의해 재개관되었다. 개막작은 스탠리 호턴의 힌들 웨이크였는데, 이 연극은 폭탄이 터진 날 개막했어야 할 연극이었다.
1999년 왕립 거래소는 리모델링과 야심 찬 재개관 시즌을 인정받아 바클레이즈 극장상에서 "올해의 극장" 상을 수상했다.
2014년에는 새라 프랭크콤이 단독 예술 감독으로 임명되었다.
2016년 1월, 왕립 거래소는 더 스테이지로부터 올해의 지역 극장상을 수상했다. 이 상을 발표하면서 더 스테이지는 "2015년은 예술 감독 사라 프랭크콤이 왕립 거래소에서 진정한 기량을 발휘한 해였다. 맨체스터 원형 극장의 2015년 공연은 오랫동안 최고였다."고 말했다.
2018년 1월, 왕립 거래소 영 컴퍼니는 2018년 더 스테이지 어워드에서 "올해의 학교" 상을 수상했다.
2019년 3월 28일, 왕립 거래소는 프랭크콤이 극장 예술 감독직에서 물러나 명문 드라마 학교인 LAMDA의 감독으로 새로운 직책을 맡게 될 것이라고 발표했다. 2019년 7월 8일, 극장은 브라이오니 셰너한과 로이 알렉산더 와이즈를 공동 예술 감독으로 임명했다고 발표했다.

### 극장

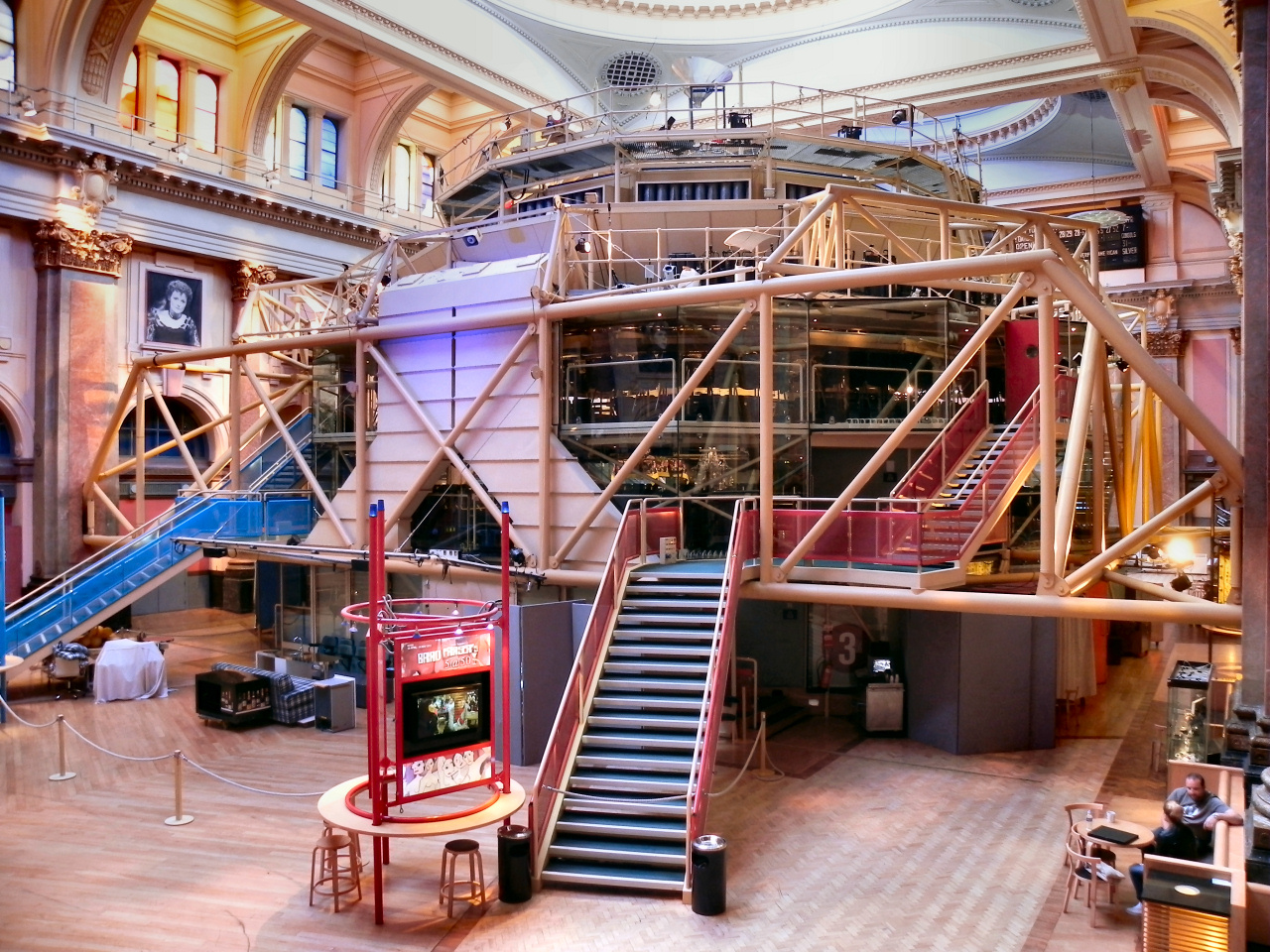
대 중앙 홀에 있는 원형 극장 포드의 외관

극장에는 건물 대형 홀 안에 웅크리고 있는 칠각형 강철 및 유리 모듈이 있다. 무대 공간이 사방과 위쪽으로 좌석에 둘러싸인 순수한 원형 극장이다. 윔블던 예술 학교의 리처드 네그리가 고안한 이 독특한 디자인은 배우와 관객 사이에 생생하고 즉각적인 관계를 형성하기 위한 것이다. 거래소 바닥이 극장과 관객의 무게를 지탱할 수 없었기 때문에 모듈은 홀 중앙 돔을 지지하는 네 개의 기둥에 매달려 있다. 무대 공간과 지상 좌석만 바닥에 놓여 있다. 150톤에 달하는 극장 구조물은 1976년에 1백만 파운드의 비용으로 개장했으며, 맨체스터 주민들의 일부 회의론 속에 있었다.
이 극장은 3개 층에 최대 800명의 관객을 수용할 수 있어 세계에서 가장 큰 원형 극장이다. 1층에는 경사진 형태로 400석이 있으며, 그 위로 각각 2열로 150석씩 배치된 2개의 갤러리가 있다.
스튜디오는 고정된 무대 공간이 없고 이동식 좌석이 있는 90석 규모의 스튜디오 극장으로, 다양한 연출 스타일(원형, 돌출 등)이 가능하다. 2020년 이전에는 스튜디오에서 방문 순회 극단, 스탠드업 코미디언, 청소년을 위한 공연 프로그램이 진행되었다.

#### 극장 프로그램
왕립 거래소는 매년 9개의 전문 연극 작품에 대해 평균 350회의 공연을 한다. 극단 공연은 가끔 런던이나 400석 규모의 이동 극장에서 진행된다.
이 극단은 고전 연극과 재공연, 현대 드라마, 신작 등 다양한 프로그램을 공연한다. 셰익스피어, 입센, 체호프가 주된 레퍼토리였지만, 극장은 윤무, 홈부르크 공자 등의 영국 초연작과 밑바닥에서, 돈 카를로, 디벅 등의 재공연을 포함하여 다른 분야의 고전도 상연했다. 테네시 윌리엄스, 오닐, 밀러, 오거스트 윌슨과 같은 미국 작품 또한 중요했으며, 분장사, 야만인들 사이에서, 완전히 건강한 글래스고, 포트 등의 세계 초연작으로 신작도 중요했다.
왕립 거래소는 또한 스튜디오에서 초청 극단, 포크, 재즈, 로큰롤 콘서트, 토론, 낭독회, 문학 행사 등을 개최한다. 모든 연령의 어린이를 드라마 활동과 그룹에 참여시키고, 이 어린이와 청소년들이 참여하는 공연도 한다. 공연에는 자유의 새와 바다에서 도망친 소년이 포함된다.

#### 주요 제작
이 회사는 31개의 셰익스피어 재공연부터 100개 이상의 초연작에 이르기까지, 소홀히 여겨졌던 유럽 고전부터 유명 소설의 각색에 이르기까지 매우 광범위한 연극을 제작했다. 비평가들의 찬사를 받고 수상 경력이 있는 많은 작품들은 다음과 같다:
- 라이벌스 by 리처드 브린슬리 셰리든. 브래함 머레이 연출, 톰 코트니, 크리스토퍼 게이블, 패트리샤 라우틀리지 출연 (1976)
- 홈부르크 공자 by 하인리히 폰 클라이스트. 캐스파 레더 연출, 톰 코트니와 크리스토퍼 게이블 출연 (1976)
- 바다에서 온 여인 by 입센. 마이클 엘리엇 연출, 버네사 레드그레이브 출연 (1978)
- 분장사 by 로널드 하우드. 세계 초연, 마이클 엘리엇 연출, 톰 코트니와 프레디 존스 출연 (1980)
- 말피의 공작부인 by 존 웹스터. 아드리안 노블 연출, 헬렌 미렌, 밥 호스킨스, 피트 포슬스웨이트 출연 (1980)
- 고도를 기다리며 by 사뮈엘 베케트. 브래함 머리 연출, 맥스 월과 트레버 피콕 출연 (1980)
- 햄릿. 브래함 머리 연출, 로버트 린제이 출연 (1983)
- 모비 딕. 세계 초연 각색 및 연출 마이클 엘리엇, 브라이언 콕스 출연 (1984)
- 당신 뜻대로. 니콜라스 하이트너 연출, 재닛 맥티어 출연 (1986)
- 리들리 워커 by 러셀 호반. 세계 초연, 브래함 머리 연출, 데이비드 스렐폴 출연 (1986)
- 에드워드 2세 by 크리스토퍼 말로. 니콜라스 하이트너 연출, 이언 맥더미드와 마이클 그랜디지 출연 (1986)
- 돈 카를로 by 실러. 니콜라스 하이트너 연출, 이언 맥더미드와 마이클 그랜디지 출연 (1987)
- 모두가 나의 아들 by 아서 밀러. 그레그 허소브 연출, 존 서와 마이클 말로니 출연 (1988)
- 맥베스. 브래함 머리 연출, 데이비드 스렐폴과 프랜시스 바버 출연 (1988)
- 무기와 인간 by 버나드 쇼, 캐서린 러셀과 아드리안 루키스 출연 (1988/89)
- 로버트 글렌디닝의 도니 보이 (TMA 어워드 최우수 신작상). 세계 초연 캐스파 레더 연출 (1990)
- 죽음과 왕의 기마병 by 월레 소잉카. 세계 초연, 필리다 로이드 연출, 조지 해리스와 클레어 베네딕트 출연 (1990)
- 로드 우든의 당신의 서쪽 집. 세계 초연 브래함 머리 연출, 데이비드 스렐폴, 로레인 애시본, 앤디 서키스 출연 (1991)
- 로미오와 줄리엣. 그레그 허소브 연출 (TMA 어워드), 마이클 신과 케이트 바이어스 출연 (1992)
- 성난 얼굴로 돌아보라 (희곡) by 존 오스본. 그레그 허소브 연출, 마이클 신과 클레어 스키너 출연 (1995)
- 힌들 웨이크 by 스탠리 호턴. 헬레나 카우트-하우슨 연출 (MEN 어워드), 이완 후퍼와 수 존스턴 출연. IRA 폭탄 테러 위 참조. (1996) 및 (1998)
- 헛소동. 헬레나 카우트-하우슨 연출 (MEN 어워드), 조시 로런스 (MEN 어워드), 마이클 뮬러, 이완 후퍼 (MEN 어워드) 출연 (1997)
- 브래드 프레이저의 불쌍한 슈퍼맨. 영국 초연 마리안느 엘리엇 연출 (MEN 어워드), 샘 그레이엄 (MEN 어워드), 루크 윌리엄스 (MEN 어워드) 출연 (1997)
- 페르 귄트 by 헨리크 입센. 브래함 머리 연출, 데이비드 스렐폴 출연 (1999)
- 브래드 프레이저의 냉장고 속 뱀 (MEN 어워드). 세계 초연 브래함 머리 연출 (MEN 어워드), 애덤 심스 (MEN 어워드), 켈리 브라이트 출연 (2000)
- 헤다 가블레르 by 헨리크 입센. 브래함 머리 연출, 아만다 도노호 (MEN 어워드), 테렌스 윌턴, 사이먼 롭슨 출연 (2001)
- 귀향 by 해럴드 핀터. 그레그 허소브 연출, 피트 포슬스웨이트 (MEN 어워드) 출연 (2002)
- 오셀로. 브래함 머리 연출, 패터슨 조지프와 앤디 서키스 출연 (2002)
- 사이먼 스티븐스의 포트 (피어슨 어워드). 세계 초연 마리안느 엘리엇 연출, 엠마 로운데스 (MEN 어워드), 앤드류 셰리던 출연 (2002)
- 홉슨의 선택 (희곡) by 해럴드 브리그하우스. 브래함 머리 연출, 트레버 피콕, 존 톰슨, 조안나 라이딩 출연 (2003)
- 안토니와 클레오파트라. 브래함 머리 연출, 조젯 부쉘-밍고, 톰 매니언, 테렌스 윌턴 출연 (2005)
- 사이먼 스티븐스의 넓은 세상의 해변에서 (올리비에상). 세계 초연 새라 프랭크콤 연출, 니콜라스 글리브스, 셔반 피너런 (MEN 어워드), 아일린 오브라이언 출연 (2005)
- 헨리 5세. 조나단 먼비 연출, 엘리엇 카원 (MEN 어워드) 출연 (2007)
- 뿌리 by 아널드 웨스커. 조 콤즈 연출, 클레어 브라운, 데니스 블랙 (MEN 어워드) 출연 (2008)
- 아이들의 시간 (희곡) by 릴리언 헬먼. 새라 프랭크콤 연출, 맥신 피크 (MEN 어워드), 샬럿 에머슨, 케이트 오플린 (TMA 어워드) 출연 (2008)
- 유리동물원 by 테네시 윌리엄스. 브래함 머리 연출, 브렌다 블레신 (TMA 어워드) 출연 (2008)
- 펑크 록 by 사이먼 스티븐스 (MEN 어워드). 세계 초연 새라 프랭크콤 연출 (MEN 어워드), 제시카 레인 (MEN 어워드), 톰 스터리지 (MEN 어워드 및 평론가협회상) 출연 (2009)
- 태양 속 건포도 by 로렌 핸즈베리. 마이클 버퐁 연출 (MEN 어워드), 레이 피어런 (MEN 어워드), 스타를레타 듀포이스 (MEN 어워드), 제니 줄스 (MEN 어워드) 출연 (2010).[26]
- 피그말리온 by 조지 버나드 쇼. 그레그 허소브 연출, 쿠시 점보, 사이먼 롭슨, 테렌스 윌턴, 이언 바르톨로뮤 (MEN 어워드) 출연 (2010)[26]
- 비비엔느 프란츠만의 모가디슈. 세계 초연 매튜 던스터 연출, 이언 바르톨로뮤, 맬러카이 커비, 섀넌 타베 (맨체스터 연극상) 출연 (2011)
- 다리 위에서 본 풍경 by 아서 밀러. 새라 프랭크콤 연출, 콘 오닐 (맨체스터 연극상), 이언 레드포드 출연 (2011)
- 당신 뜻대로. 그레그 허소브 연출, 쿠시 점보 (이언 찰슨 어워드), 벤 배트, 켈리 호튼, 이언 바르톨로뮤, 테렌스 윌턴, 제임스 클라이드 출연 (2011)
- 원더풀 타운 by 레너드 번스타인 (맨체스터 연극상). 할레 오케스트라와 더 로리와 공동 제작, 코니 피셔, 루시 반 가세, 마이클 자비에 출연. 오케스트라는 마크 엘더가 지휘했다. 이 작품은 브래함 머레이가 왕립 거래소의 예술 감독으로서 연출한 마지막 작품이다 (2012)
- 율리에 아씨 by 아우구스트 스트린드베리. 새라 프랭크콤 연출, 맥신 피크 (맨체스터 연극상), 리암 제라드, 조 암스트롱, 칼라 헨리 출연 (2012)
- 애크링턴 팔스 by 피터 휠런. 제임스 데이커 연출, 엠마 로운데스, 새라 리지웨이, 로빈 모리세이, 제라드 컨스 출연. 영국 연극상 최우수 디자인상 (2013)
- 인형의 집 (희곡) by 헨리크 입센. 그레그 허소브 연출, 쿠시 점보 (맨체스터 연극상) (영국 연극상), 데이비드 스투자커, 켈리 호튼, 잭 타를턴, 제이미 드 코시 출연 (2013)
- 스위니 토드 by 스티븐 손드하임. 웨스트 요크셔 플레이하우스와 공동 제작, 제임스 브리닝 연출, 스위니 토드 역에 데이비드 비렐, 러벳 부인 역에 질리언 베반 출연 (2013)
- 사이먼 아미티지의 트로이의 마지막 날들. 닉 배그놀 연출, 질리언 베반, 데이비드 비렐, 리처드 브렘너, 릴리 콜 출연 (2014)
- 키스 워터하우스와 윌리스 홀의 빌리 라이어. 샘 예이츠 연출, 해리 맥엔타이어 (맨체스터 연극상), 에밀리 바버 (맨체스터 연극상), 잭 딘, 레베카 힌즈, 리사 밀레트 출연 (2014)
- 햄릿. 새라 프랭크콤 연출, 맥신 피크, 존 슈랩넬, 바바라 마틴, 질리언 베반 (맨체스터 연극상), 클레어 베네딕트 출연 (2014)
- 휴 위트모어의 코드 해독 (맨체스터 연극상). 로버트 해스티 연출, 다니엘 릭비 (맨체스터 연극상), 내털리 듀 (맨체스터 연극상), 필 치들, 디미트리 그리파리, 제럴딘 알렉산더 출연 (2016)
- 스위트 채리티: 닐 사이먼의 각본, 사이 콜먼의 음악, 도로시 필즈의 가사 (맨체스터 연극상). 데릭 본드 연출, 카이사 함마를룬트, 다니엘 크로슬리 (맨체스터 연극상), 밥 하름스, 조시 벤슨 출연 (2016)

#### 브런트우드 상
2005년 왕립 거래소 극장은 영국과 아일랜드의 신세대 극작가들을 격려하기 위해 브런트우드 희곡 경연 대회를 시작했다. 이 경연 대회는 400개 이상의 작품이 출품된 WRITE라는 두 지역 경연 대회에서 시작되었다. 처음 두 경연 대회는 8명의 신인 작가를 소개하는 세 번의 신작 축제로 이어졌으며, 그 중 한 명인 닉 레더는 상주 작가가 되었다. 극장은 2005년 10월 그의 대본 '모든 평범한 천사들'을 제작했다.
2006년에는 1,800개의 대본이 제출되었다. 우승작은 벤 머스그레이브의 '커다란 건물이 있는 척하라'였으며, 그는 15,000파운드의 상금을 받았고 그의 연극은 맨체스터 국제 페스티벌 2007의 일부로 공연되었다.
2008년에 익스체인지와 브런트우드는 두 번째 대회를 개최했다. 심사위원으로는 브렌다 블레신, 마이클 신, 로저 미첼, 배우 겸 감독 리처드 윌슨 등이 있었다. 40,000파운드의 상금은 비비엔느 프란츠만의 '모가디슈'(메인 하우스 및 리릭 해머스미스 2011), 피오나 픽의 '소금'(더 스튜디오 2010), 앤드류 셰리던의 '윈터롱'(더 스튜디오 2011), 네일라 아메드의 '부처 보이즈'에 균등하게 분배되었다.

### 주요 인물

#### 감독들
회사는 설립 이래 예술 감독 그룹에 의해 운영되어 왔다. 브라함 머리에 따르면: -"이름은 바뀌었지만 우리는 연극의 목적과 잠재력에 대한 공통된 비전을 공유하는 같은 생각을 가진 개인들로 구성된 팀으로 남아 있습니다." 이 개인들에는
- 마이클 엘리엇 (1976–1984)
- 제임스 맥스웰 (1976–1995)
- 브래함 머리 (1976–2012)
- 리처드 네그리 (1976–1986)
- 캐스파 레더 (1976–1990)
- 그레그 허소브 (1987–2014)
- 마리안느 엘리엇 (1998–2002)
- 매튜 로이드 (1998–2001)
- 새라 프랭크콤 (2008–2019)
- 브라이오니 셰너한 (2019–2023)[19]
- 로이 알렉산더 와이즈 (2019–2023)[19]

2014년에 새라 프랭크콤은 단독 예술 감독이 되었다.
부예술감독으로는 다음과 같다:
니콜라스 하이트너 (1985–1989), 이언 맥더미드 (1986–1988), 필리다 로이드 (1990–1991).
루시 베일리, 마이클 버퐁, 로버트 델라메어, 제이콥 머레이, 아드리안 노블, 스티븐 핌로트, 리처드 윌슨 등 많은 다른 감독들이 왕립 거래소에서 일했다.
이 회사는 혁신적인 디자이너, 작곡가, 안무가로 명성이 높으며, 레즈 브라더스턴, 조한나 브라이언트, 크리스 몽크스, 앨런 프라이스, 제레미 샘스, 래 스미스, 마크 토머스 등이 있다.

#### 배우들
극장 역사를 통틀어 많은 위대한 배우들이 이 극장을 찾았고, 그들 중 상당수는 수년 동안 여러 역할을 맡아왔다. 왕립 거래소와 특히 관련이 깊고 여러 다른 작품에 출연했던 배우들은 다음과 같다:
로레인 애시본, 브렌다 블레신, 톰 코트니, 아만다 도노호, 가브리엘 드레이크, 린지 덩컨, 레이 피어런, 마이클 피스트, 로버트 글레니스터, 데렉 그리피스, 딜리스 햄릿, 줄리 헤스몬드할그, 클레어 히긴스, 패터슨 조지프, 쿠시 점보, 벤 키튼, 로버트 린제이, 이언 맥더미드, 팀 매키너니, 재닛 맥티어, 패트릭 오케인, 다러 오말리 트레버 피콕, 맥신 피크, 피트 포슬스웨이트, 라이너스 로치, 데이비드 스코필드, 앤디 서키스, 마이클 신, 앤드류 셰리던, 데이비드 스렐폴, 돈 워링턴.
다른 주목할 만한 배우들도 이 극장에 출연했는데, 이들 중에는 브라이언 콕스, 앨버트 피니, 앨릭스 제닝스, 벤 킹즐리, 리오 매컨, 헬렌 미렌, 데이비드 모리시, 게리 올드먼, 버네사 레드그레이브, 이모젠 스텁스, 존 서, 해리엇 월터, 줄리 월터스, 샘 웨스트가 있다.
이 회사는 항상 유명해지기 전에 젊은 배우들을 발굴하는 명성을 가지고 있었다. 케이트 윈슬렛, 휴 그랜트, 데이비드 테넌트, 마이클 신, 앤드류 가필드, 그리고 가장 최근에는 가브리엘 클라크가 모두 영화와 텔레비전에서 주연을 맡기 훨씬 전에 왕립 거래소에 출연했다.

## 같이 보기
- 맨체스터 M2의 등록문화재

## 참고 문헌
- Ashmore, Owen (1969). 《Industrial Archaeology of Lancashire》. David & Charles. ISBN 0-7153-4339-4.
- Hartwell, Clare (2001). 《Pevsner Architectural Guides: Manchester》. London: Penguin Books. ISBN 0-14-071131-7.
- Murray, Braham (2007). 《The Worst It Can Be Is a Disaster》. London: Methuen Drama. ISBN 978-0-7136-8490-2.
- Parkinson-Bailey, John J (2000). 《Manchester: an Architectural History》. Manchester: Manchester University Press. ISBN 0-7190-5606-3.
- Scott, RDH (1976). 《The Biggest Room in the World: A Short History of the Royal Exchange》. Royal Exchange Theatre Trust. ISBN 978-0-85972-033-5.
- 《The Royal Exchange Theatre Company Words & Pictures 1976–1998》. The Royal Exchange Theatre Company Limited. 1998. ISBN 0-9512017-1-9.